# تاج‌الدین علیشاه جیلانی

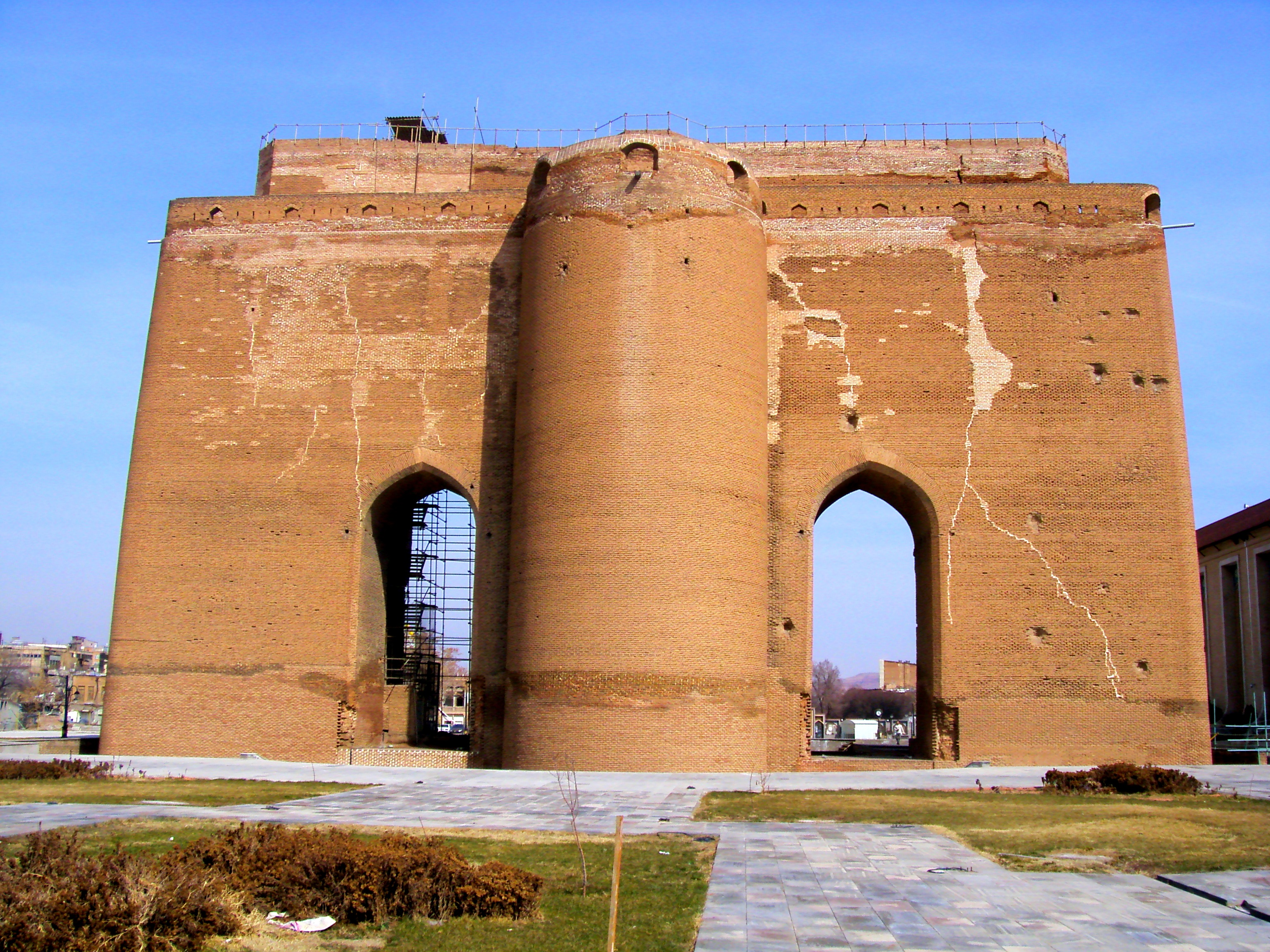
ارگ علیشاه تبریز: آرامگاه تاج‌الدین علیشاه جیلانی

تاج‌الدین علیشاه جیلانی معروف به خواجه تاج‌الدین علیشاه وزیر سلطان محمد خدابنده اولجایتو و سلطان ابوسعید بهادرخان بود که برخی از منابع، اصالت وی را تبریزی و برخی گیلانی می‌دانند.

## پیش از وزارت
وی که تاجر جواهر و کالا بود، به‌واسطهٔ فعالیت‌های بازرگانی‌اش به دربار امیرحسین گورکانی، از امرای ایلخانی، راه یافت و به اولجایتو نزدیک شد. سعدالدین ساوجی، وزیر اولجایتو، که از بالا گرفتن کار تاج‌الدین علیشاه احساس خطر می‌کرد، سرپرستی کارخانهٔ پارچه‌بافی بغداد به‌نام «کارخانهٔ فردوس» را به وی داد و او را از سلطان دور کرد.
تاج‌الدین توانست این کارخانه را به‌خوبی اداره کند و هنگام ورود اولجایتو به بغداد، از وی پذیرایی خوبی به‌عمل آورد و سبب شد تا مورد لطف خاص سلطان قرار گیرد. همچنین علیشاه در سلطانیه کارگاه سنگ و آجر با هزینه‌ای اندک ساخت و همین خدمات علیشاه در آبادانی سلطانیه، توجه بیشتر اولجایتو را برانگیخت. از سوی دیگر اختلاف سعدالدین ساوجی و خواجه رشیدالدین فضل‌اللّه ــ که در دورهٔ حکومت غازان‌خان مشترکاً عهده‌دار امور وزارت بودند ــ به سود تاج‌الدین علیشاه بود. سعدالدین ساوجی او را تحقیر، اما خواجه‌رشیدالدین فضل‌اللّه از او حمایت می‌کرد.
در سال ۷۱۱ هجری سعدالدین ساوجی به اختلاس در اموال دیوانی متهم شد و به دستور اولجایتو به قتل رسید. تاج‌الدین علیشاه و خواجه‌رشیدالدین فضل‌اللّه در قتل او مؤثر بودند ولی با این حال به نظر می‌رسد که در مرگ وی، تاج‌الدین علیشاه بیشتر از خواجه رشید مداخله داشته‌است.

## وزارت اولجایتو
پس از آن، به پیشنهاد و توصیهٔ رشیدالدین فضل‌الله، منصب صاحب دیوانی به تاج‌الدین علیشاه سپرده شد، تا با مشارکت خواجه‌رشیدالدین فضل‌اللّه و به شرط نظارت وی، سرزمین وسیع ایلخانان ایران را اداره کند. تاج‌الدین علیشاه نیز در بغداد برای اولجایتو مجلس جشن با شکوهی ترتیب داد و در آنجا خیمه‌ای جواهرنشان، تاجی گرانبها و هدیه‌های دیگر به ایلخان تقدیم داشت.
در سال ۷۱۵ هجری، ابوسعید، ولیعهد ایلخانی و حاکم خراسان برای لشکرکشی‌های خود چند بار از خزانه درخواست وجه کرد، اما دو وزیر، دیگری را مسئول پرداخت وجه می‌دانست و همین امر موجب بروز اختلاف تاج‌الدین علیشاه با خواجه رشیدالدین فضل‌اللّه شد. اولجایتو که وحدت قدرت را ضروری نمی‌دانست، منطقهٔ نفوذ آنان را ــ که خراسانِ تحت حکومت شاهزاده ابوسعید را شامل نمی‌شد ــ به دو بخش تقسیم کرد تا موقتاً کدورت آنان را از میان ببرد. اولجایتو، عراق عجم، فارس، کرمان، شبانکاره و لرستان تا حدود خراسان را به خواجه‌رشیدالدین فضل‌اللّه سپرد و تبریز، دیارْبَکر، دیار ربیعه، مغان، اران، بغداد، بصره، واسط، حله و کوفه را به تاج‌الدین علیشاه واگذار کرد، اما این سیاست نیز موجب سازش آن دو نشد و پس از آن، قرار شد دو وزیر در همهٔ امور دیوانی، از جمله در تصرف اموال شریک باشند.
اولجایتو در پی درخواستهای مالی پیاپی شاهزاده ابوسعید بهادر برای هزینه‌های سپاه خراسان، امیر چوپان را مأمور رسیدگی به دفاتر مالی دیوان کرد. به‌رغم سوءاستفاده‌های نوّابِ تاج‌الدین‌علیشاه، او توانست نظر سلطان را به خود جلب کند. چندی بعد، رشیدالدین به سبب بیماری خانه‌نشین شد؛ تاج‌الدین نیز فرصت را مغتنم شمرد و نزد ایلخان ادعا کرد که خواجه رشیدالدین تمارض می‌کند و به دخل و تصرف در اموال شاهزادگان مغول می‌پردازد. وی توانست نظر اولجایتو را نسبت به خواجه‌رشیدالدین فضل‌اللّه تغییر دهد و حتی حکم یاسای او را بگیرد، اما با میانجیگری زیرکانه، از اولجایتو عفو وی را درخواست کرد.

## وزارت ابوسعید
در سال ۷۱۷ هجری، پس از اولجایتو، پسرش سلطان ابوسعید بهادر به فرمانروایی نشست. وی نیز چون پدر، وزارت را به رشیدالدین فضل‌الله و تاج‌الدین علیشاه، و امیرالامرایی را به امیرچوپان سپرد ولی بین سلطان ابوسعید و خواجه‌رشیدالدین فضل‌اللّه اختلافی بروز کرد و رشیدالدین از وزارت استعفا کرد. سپس سلطان ابوسعید وزارت را به تاج‌الدین علیشاه سپرد. با توطئةهٔ تاج‌الدین علیشاه، در سال ۷۱۸ هجری خواجه‌رشیدالدین فضل‌اللّه و پسرش خواجه‌ابراهیم شربتدار، به اتهام کشتن اولجایتو به قتل رسیدند. او از آن پس به تنهایی عهده‌دار وزارت شد.
تاج‌الدین علیشاه تا ۶ سال پس از این واقعه، وزارت ابوسعید را در دست داشت، تا اینکه بیمار شد و در اوایل سال ۷۲۴ق/۱۳۲۴م در اوجان (بستان‌آباد کنونی) در ۶۰ سالگی درگذشت. برخی از منابع عربی محل مرگ او را اوجان آورده‌اند. جسد وی را به تبریز بردند و در جوار مسجدی که خود بنا کرده بود و امروزه به ارگ علیشاه مشهور است، به خاک سپردند. او تنها وزیر ایلخانان مغول در ایران بود که به مرگ طبیعی درگذشت.

## میراث
تاج‌الدین علیشاه در هنگام وزارت خویش مساجد و مدارس و عمارات بسیاری ساخت، از جمله عمارت «کارخانهٔ فردوس بغداد» که چهار هزار صنعتگر داشت. سلطان ابوسعید در نظر داشت که یکی از پسران تاج‌الدین علیشاه را به وزارت خود بگمارد، اما به سبب اختلاف میان دو پسر تاج‌الدین علیشاه، رکن‌الدین صاین را وزیر خود کرد.